# Cimetière boisé de Motol
Le cimetière boisé (Lesní hřbitov en tchèque) est un cimetière municipal pragois situé à l'ouest de la ville dans le quartier de Motol. Couvrant une surface boisée de 12 hectares, il a été fondé entre 1951 et 1954.

## Histoire et géographie

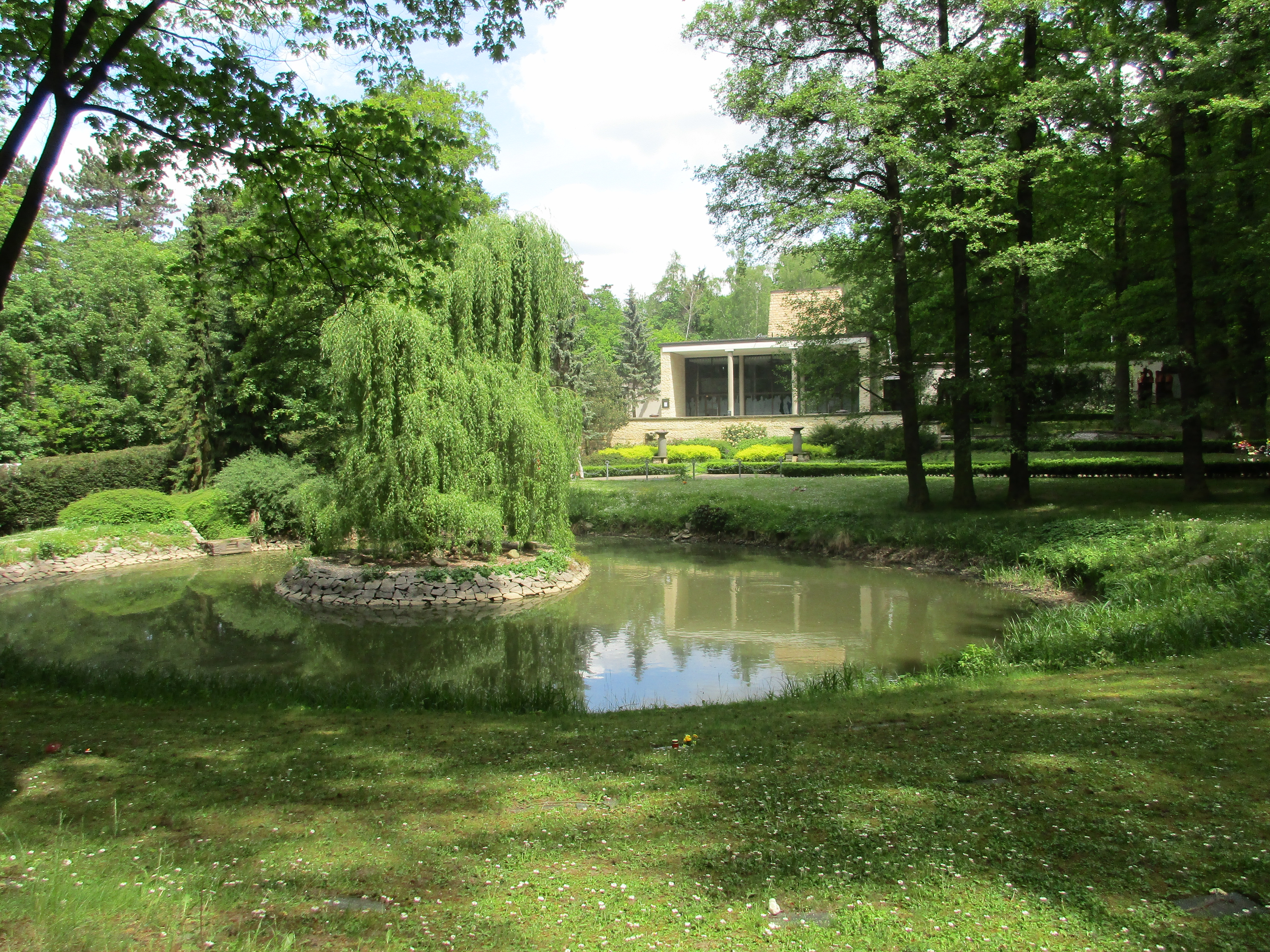
L'étang et le crématorium.

Le projet d'un crématorium avait déjà été développé dans les années 1930, quand l'architecte Alois Mezera (1889-1945) en a dessiné les plans, qui sont finalement refusés. Ce n'est qu'après la guerre et la mort de Mezera que le projet voit finalement le jour, sous la direction de l'architecte Josefa Karla Říhy. La construction débute en 1951 et le crématorium ainsi que le cimetière boisé est mis en service en 1954. Il est situé sur une colline dans le parc naturel de Košíře-Motol. La rivière Potok coule à proximité du cimetière et un étang ainsi qu'un pré est aménagé.
De nombreuses victimes de l'époque communiste y ont été enterrés. Dans les années 1990, un monument aux morts du communisme y est érigé.